# Vermögensabgabe (Lastenausgleichsgesetz)
Die Vermögensabgabe war eine öffentlich-rechtliche Abgabe, die in der Bundesrepublik Deutschland aufgrund des Lastenausgleichsgesetzes vom 14. August 1952 erhoben wurde und die materiellen Folgen von Krieg und Vertreibung ausgleichen sollte.

## Rechtsgrundlagen
Artikel 106 Abs. 1 Nr. 5 des Grundgesetzes regelt, dass der Ertrag der einmaligen Vermögensabgaben und die zur Durchführung des Lastenausgleichs erhobenen Ausgleichsabgaben dem Bund zustehen. Die Durchführung der Vermögensabgabe wurde durch §§ 16 bis 90 des Lastenausgleichsgesetzes geregelt.
In jedem Bundesland wurde ein Landesausgleichsamt errichtet, über die das Bundesausgleichsamt die Fachaufsicht ausübt (Art. 120a GG). Die Länder bearbeiteten 2019 die letzten Fälle und wickelten ihre Ausgleichsverwaltung ab. Seit Ende 2014 ermöglicht § 313 LAG die Verlagerung von geringen Restaufgaben auf das Bundesausgleichsamt. Im Saarland, in Rheinland-Pfalz, in Baden-Württemberg, in Nordrhein-Westfalen, in Bremen und in Niedersachsen gibt es keine Ausgleichsverwaltung mehr.

## Erhebung
Die Vermögen wurden vom Vermögen natürlicher und juristischer Personen erhoben. Bemessungsgrundlage war das auch für die Vermögensteuer anzusetzende Vermögen nach dem Stand vom 21. Juni 1948. Vom sonstigen Vermögen, hauptsächlich Geld- und Kapitalvermögen, wurde ein Freibetrag von 150.000 DM abgezogen. Außerdem gab es einen Grundfreibetrag von 5.000 DM mit einer Gleitklausel. Daneben konnte die Abgabe wegen erlittener Kriegssach-, Vertreibungs- und Ostschäden im Verhältnis dieser Schäden zum verbliebenen Vermögen ermäßigt werden.
Die Vermögensabgabe betrug 50 vom Hundert des abgabepflichtigen Vermögens. Die Abgabeschuld war in 120 vierteljährlichen Raten, gerechnet ab 1. April 1949, also bis zum 31. März 1979 zu entrichten. Da eine Verzinsung einberechnet wurde, betrugen die vierteljährlichen Raten
- 1,5 % für Betriebsvermögen, einschließlich der meisten Betriebsgrundstücke, und sonstiges Vermögen
- 1,25 % für gemischtgenutzte Grundstücke des Grundvermögens und des Betriebsvermögens bestimmter Grundstücksunternehmen
- 1 % für das land- und forstwirtschaftliche Vermögen sowie für Mietwohngrundstücke und Einfamilienhäuser

Die Vermögensabgabe wurde letztmals am 31. März 1979 entrichtet.